# Chlorosterrha albaniensis
Chlorosterrha albaniensis là một loài bướm đêm trong họ Geometridae.